# 三郷市立南中学校
三郷市立南中学校（みさとしりつ みなみちゅうがっこう）は、埼玉県三郷市鷹野三丁目にある市立中学校。

## 概要
三郷市の中南部にある中学校である。2020年4月現在の生徒数は444名であり、学級数は1学年が5学級、2学年が5学級、3年が4学級で構成されている。

## 沿革
- 1947年（昭和22年）4月1日 - 東和村立東和中学校として創設。
- 1947年（昭和22年）5月2日 - 東和村立東小学校（現三郷市立八木郷小学校）校舎一部を借りて開校。（創立記念日）
- 1952年（昭和27年）4月1日 - 東和村戸ケ崎2865（現サカエ東京センター付近）に新校舎落成し移転。
- 1956年（昭和31年）9月30日 - 三村合併により三郷村成立。三郷村立第二中学校と改称。
- 1962年（昭和37年）4月1日 - 三郷村立南中学校と改称。
- 1963年（昭和38年）12月15日 - 三郷町大字寄巻37-1（現在の鷹野3丁目356番地）に移転。現北校舎竣工。
- 1964年（昭和39年）10月1日 - 町制施行・校名を三郷町立南中学校と改称。
- 1972年（昭和47年）5月3日 - 市制施行・校名を三郷市立南中学校と改称。
- 1972年（昭和47年）6月1日 - 屋内運動場落成。
- 1983年（昭和58年）2月28日 - 現南校舎竣工。

## 主な卒業生
大槻絢(大手配信者)
1. ↑  “基本情報/南中学校”. www.edu.city.misato.lg.jp. 2020年11月26日閲覧。